# 中国海监总队
中国海监总队，曾经是隶属于中华人民共和国国土资源部管理的国家海洋局的执法机构，下設北海、東海及南海3个海監總隊，共拥有約300艘海上监视船，其中30艘逾1,000吨，装备固定翼飞机和直升机共10架。

## 沿革

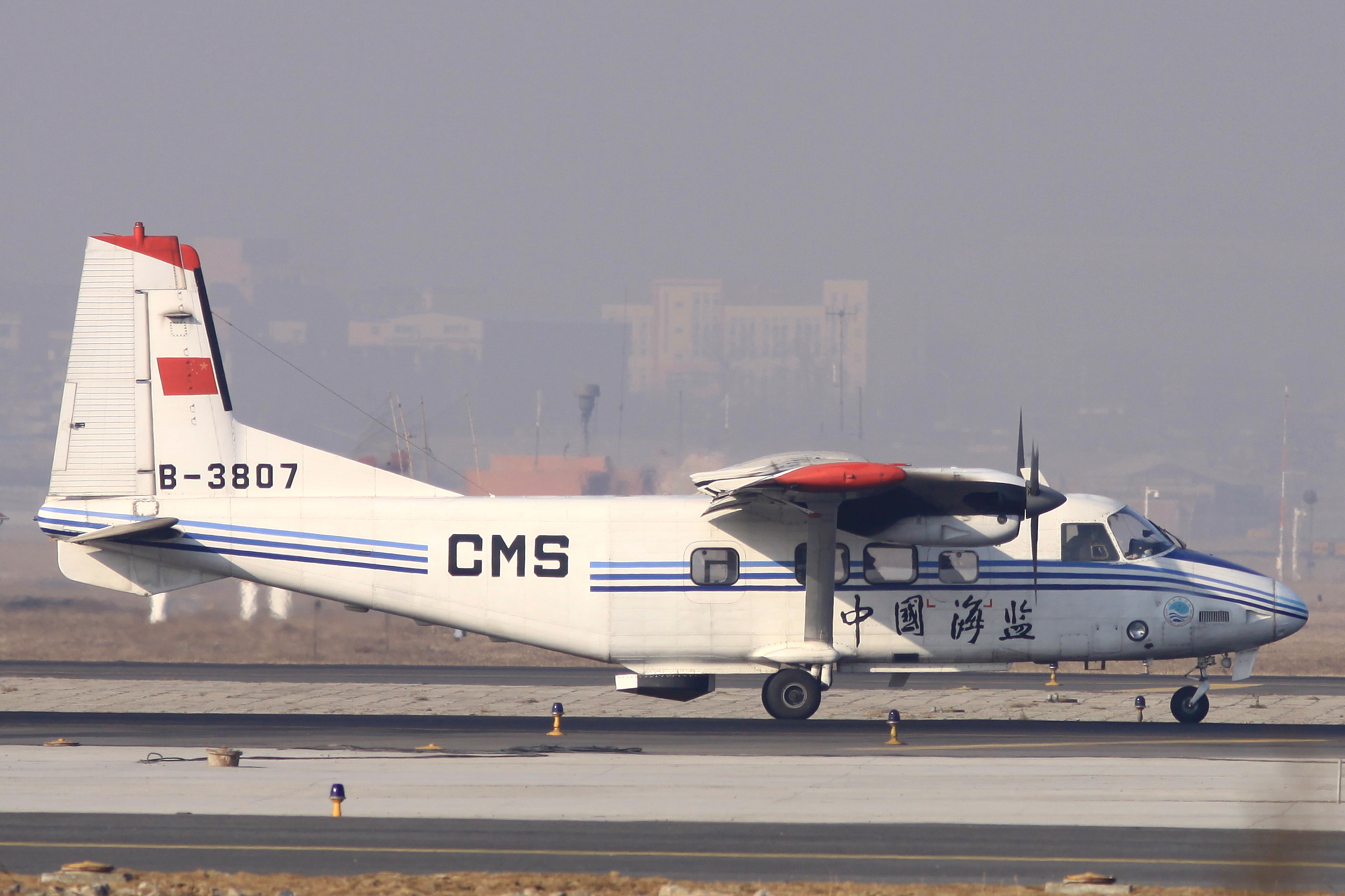
中國海監的運-12

於2000年起，中国海監總隊分两期建造13艘新船，分為3種：1,000吨级、1,500吨级和3,000吨级，並且陆续下水投入服務，分别為東海的海监50、51、46及66，南海的83、84、74及75，及北海的11、15、22、23及26等。
於2010年代，中國海監總隊拟定了庞大的发展计划，至2013年，将會接收36艘新船：7艘達1,500吨级，15艘達1,000吨级，14艘達600吨级，该部门还准备了接收54艘新型快艇。中国海监北海总队和东海总队分别于2012年11月12日和11月14日接受了2艘達3,000吨级的执法船，编号分别为110号、137号。
除了中越北部湾海上界线通过双边谈判妥善解决外，中国与海上邻近的8个国家都無正式划界；经过多年研究及實行，於2012年3月3日，国家海洋局局長刘赐贵在接受新华社采访时表示，海监總隊的巡航范围為北起鸭绿江江口，东至冲绳海槽，南达曾母暗沙，包括苏岩礁、钓鱼岛、中沙群岛黄岩礁及南沙诸岛在内的中国全部管辖海域。
根据2013年《国务院关于部委管理的国家局设置的通知》，国家海洋局及其下属中国海监总队、原农业部中国渔政、原公安边防海警部队和原海关总署缉私警察整合为新的国家海洋局。重新组建的国家海洋局，以中国海警局名义开展海上维权执法，同时接受公安部的业务指导。

## 标识
海监的标识由五角星、神杖、海浪和“中国海监”中、英文字组成。五角星象征中国海监代表国家依据有关法律、法规行使政府行政执法监察职能；双蛇杖象征中国海监的陆、海、空执法力量；海浪象征中国海监的工作性质和管理主体，三道白浪将蓝色的海洋分割成的四部分代表我国的四大海；相互环绕的正圆形及文字象征中国海监对中国管辖海域的保护。

## 省海监

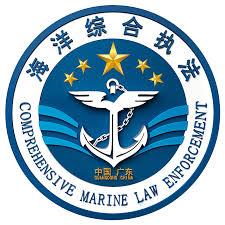
广东省海洋综合执法总队

广东省海洋综合执法总队2020年11月16日成立，继承了海监广东省总队。